# Karl Gottlob Sperbach
Karl Gottlob Sperbach (auch: Carl Gottlieb Sperbach; * 26. Februar 1694 in Königsbrück; † 6. Juli 1772 in Wittenberg) war ein deutscher Orientalist (Hebraist).

## Leben
Sperbach besuchte das Gymnasium in Görlitz und studierte 1714 an der Universität Leipzig. Dort erlangte er am 7. Dezember 1715 das Baccaulaurat und am 13. Februar 1716 den akademischen Grad eines Magisters der Philosophie. 1717 habilitierte er sich in Leipzig und erhielt eine Stelle am montäglichen Predigerkollegium.
1720 wurde er Assessor der philosophischen Fakultät und am 26. Mai 1734 ordentlicher Professor der morgenländischen Sprachen an der Universität Wittenberg. Sperbach beteiligte sich auch an den organisatorischen Aufgaben der Wittenberger Universität. So war er Dekan der philosophischen Fakultät und war in den Sommersemestern 1746 und 1758 Rektor der Hochschule.

## Veröffentlichungen (Auswahl)
- Diss. de cognitione subsidiaria. (Resp. Johann Gottfried Richter) Scholvin, Leipzig 1717. (Digitalisat)
- De obligatione erga eruditos consensu inclyti ordinis philosophici. Scholvin, Leipzig 1718. (Digitalisat)
- Standrede auf Joh. Gottfr. Tzsochel, iur. Stud. aus Görlitz. Leipzig 1718
- Diatriben de obligatione eruditorum ad tradendas veritates. Bauch, Leipzig 1719. (Digitalisat)
- Die im Tode erlangte Genesung Christlicher Medicorum; eine Standrede auf С. W. Springer, Med. Cand. Leipzig 1720
- Dissertatione Philosophica Caussam Philosophiae Adversus Atheismi Calumniam Defendere. (Resp. Georg Carl Herrius) Langenhem, Leipzig 1730. (Digitalisat)
- Apophthegma Gamalielis Senioris Capitibvs Patrvm Insertvm Inlvstrat. Wittenberg 1734. (Digitalisat)
- Disputatio Philologica Prior Qva Versionem Syriacam II. Epistolae Johannis Cvm Textv Graeco confertur. (Resp. Heinrich Roloff) Schlomach, Wittenberg 1735. (Digitalisat)
- Observationes philologicas in nonnulla Pentateuchi loca a translatore Wertheimensi corrupta tomo I Der Göttlichen Schrifften vor den Zeiten des Meßiä Jesu. (Resp. Johann Martin Prechtlin) Koberstein, Wittenberg 1736. (Digitalisat)
- Diss. de Spiritu Dei in creatione mundi super aquis versante, contra translatorem Wertheimensem. Wittenberg 1737
- De varío accentuum Hebraeorum officio et usu. (Resp. Johannes Martin Prechtl) Tzschiederich, Wittenberg 1738. (Digitalisat)
- Elegia in obitum Henr. Dan. Praetorii, Jur. Cand, atque Adv. ord. Curiar. Provinc. Bud. Gorl. Wittenberg 1738
- Progr. de genio linguae Hebraicae ad interpretanda oracula divina cognitu necessario. Wittenberg 1738
- Diss. Academia Jabhnensis atque eius Rectores. Wittenberg 1743
- Progr. de sceptro e Juda et Legislatore e medio pedum illius ante Christi adventum non recessuro. (Resp. Ephraim Gottlob Eichsfeld) Wittenberg 1743. (Digitalisat)
- Commentatio de discipulis sapientum Hebraeis. Eichsfeld, Wittenberg 1749. (Digitalisat)
- Discipulorum sapientum Hebraeorum virtutes duodequinquaginta ex capitibus Patrum recenset Car. Gottlob Sperbach. Eichsfeld, Wittenberg 1755. (Digitalisat)
- De voce Jehovah. (Resp. Leonhard Gottlieb Jahn) Schlomach, Wittenberg 1755. (Digitalisat)
- De portis sacrarii Hierosolymitani posterioris commentatio. Eichsfeld, Wittenberg 1756. (Digitalisat)
- Standrede bey Fr. Johanna Sophia Clementia, geb. Wichmannshausen. Wittenberg 1757
- Commentatio De Sortitione In Templo Hierosolymitano. Wittenberg 1769. (Digitalisat)
- Progr. de Hebraeorum holocaustis. Dürr, Wittenberg 1769. (Digitalisat)